# Robert Monteux
 (décembre 2021).
Si vous disposez d'ouvrages ou d'articles de référence ou si vous connaissez des sites web de qualité traitant du thème abordé ici, merci de compléter l'article en donnant les références utiles à sa vérifiabilité et en les liant à la section « Notes et références ».
Pour les articles homonymes, voir Monteux.
Robert Monteux, né en 1937, est un patron de presse français.

## Biographie
Ancien élève de l'Institut d'études politiques de Paris et de l'Université Paris-Sorbonne, il débute en 1958 comme correspondant à Paris de la République de Toulon (Var Matin) et du Provençal (La Provence) puis il fonde et dirige depuis 1962 l'agence de presse Paris Internationale Presse. Il est journaliste accrédité à l'Assemblée nationale et au Ministère de la Défense depuis 1958.
Éditeur et directeur des rédactions d'Express Documents (hebdomadaire juridique et fiscal) de 1970 à 1987, éditeur du mensuel Les Affaires de 1969 à 1987, il est le patron de l'hebdomadaire Air&Cosmos et du mensuel aéronautique Interavia de 1987 à 2013.
Président du groupe de presse Groupe Revenu Multimedia qu'il crée en 1975 après avoir repris le magazine patrimonial Le Revenu auquel il collabore depuis sa création en 1968, il est éditeur de : Le Revenu Hebdo, Le Revenu Magazine Placements, La Lettre Recommandée, lerevenu.com. Il essaie de vendre Le Revenu à partir de 2015, sans succès immédiat,,.
En 2010, Robert Monteux a été un des candidats au rachat du groupe Le Monde.
En 2011, La Lettre A révèle qu'il est également le dirigeant de BYC Consultants, une société de courtage,.

## Publication
- Michel Tirouflet et Robert Monteux, Le grand livre de la stratégie patrimoniale, 2010

## Distinction
- Chevalier de la Légion d'Honneur (décernée par le Ministère du Budget - JO du 11 avril 2004) puis officier le 1er janvier 2020[10]
- Docteur honoris causa de l'Université Paris-Sorbonne[11]